# Oltina
Oltina è un comune della Romania di 2 950 abitanti, ubicato nel distretto di Costanza, nella regione storica della Dobrugia.
Il comune è formato dall'unione di 4 villaggi: Oltina, Răzoarele, Satu Nou, Strunga.